# Paratheuma draneyi
Espèce
Paratheuma draneyi est une espèce d'araignées aranéomorphes de la famille des Argyronetidae.

## Distribution
Cette espèce est endémique de l'île du Nord en Nouvelle-Zélande,. Elle se rencontre vers Whatuwhiwhi, Russell et Aranga.

## Description
Le mâle holotype mesure 3,03 mm et les femelles de 3,37 à 4,07 mm.

## Systématique et taxinomie
Cette espèce a été décrite par Berry en 2024.

## Étymologie
Cette espèce est nommée en l'honneur de Michael L. Draney.

## Publication originale
- Berry, 2024 : « A new species of intertidal spider Paratheuma (Dictynidae, Araneae). » New Zealand Entomologist, vol. 47, no 1, p. 48-52.